# Třída B (1930)
Třída B byla třída torpédoborců sloužících v Royal Navy v období druhé světové války. Postaveno bylo osm jednotek této třídy. Součástí třídy byla i vůdčí loď torpédoborců HMS Keith. Za války byly ztraceny čtyři torpédoborce třídy B a také vůdčí loď třídy. Zbylé lodě byly krátce po válce vyřazeny. Jediným zahraničním uživatelem třídy bylo Řecko.

## Pozadí vzniku
V letech 1929–1931 bylo postaveno osm torpédoborců třídy B a jedna vůdčí loď s mírně větším výtlakem a početnější posádkou.
Jednotky třídy B:
| Jméno           | Loděnice                   | Založení kýlu | Spuštění na vodu  | Přijetí do služby | Status                                                                               |
| --------------- | -------------------------- | ------------- | ----------------- | ----------------- | ------------------------------------------------------------------------------------ |
| Keith (H06)     | Vickers-Armstrongs, Barrow | říjen 1929    | 10. července 1930 | červen 1931       | Vůdčí loď třídy B. Dne 1. června 1940 v Dunkerku potopen německými bombardéry Ju-87. |
| Basilisk (H11)  | John Brown                 | srpen 1929    | 6. srpna 1930     | březen 1931       | Dne 1. června 1940 v Dunkerku potopen německými bombardéry Ju-87.                    |
| Beagle (H30)    | John Brown                 | říjen 1929    | 26. září 1930     | duben 1931        | Prodán do šrotu 1946.                                                                |
| Blanche (H47)   | Hawthorn Leslie            | červenec 1929 | 29. května 1930   | únor 1931         | Dne 13. listopadu 1939 se v ústí Temže potopil na německé mině.                      |
| Boadicea (H65)  | Hawthorn Leslie            | červenec 1929 | 23. září 1930     | duben 1931        | Dne 13. června 1944 u ostrova Portland potopen německými bombardéry Ju 88.           |
| Boreas (H77)    | Palmers                    | červenec 1929 | 18. července 1930 | únor 1931         | Od roku 1944 provozován Řeckem jako Salamis.                                         |
| Brazen (H80)    | Palmers                    | červenec 1929 | 25. července 1930 | duben 1931        | Dne 20. července 1940 poblíž Doveru potopen německými bombardéry Ju-87.              |
| Brilliant (H84) | Swan Hunter                | červenec 1929 | 9. října 1930     | únor 1931         | Prodán do šrotu 1947.                                                                |
| Bulldog (H91)   | Swan Hunter                | srpen 1929    | 6. prosince 1930  | duben 1931        | Prodán do šrotu 1946.                                                                |

## Konstrukce

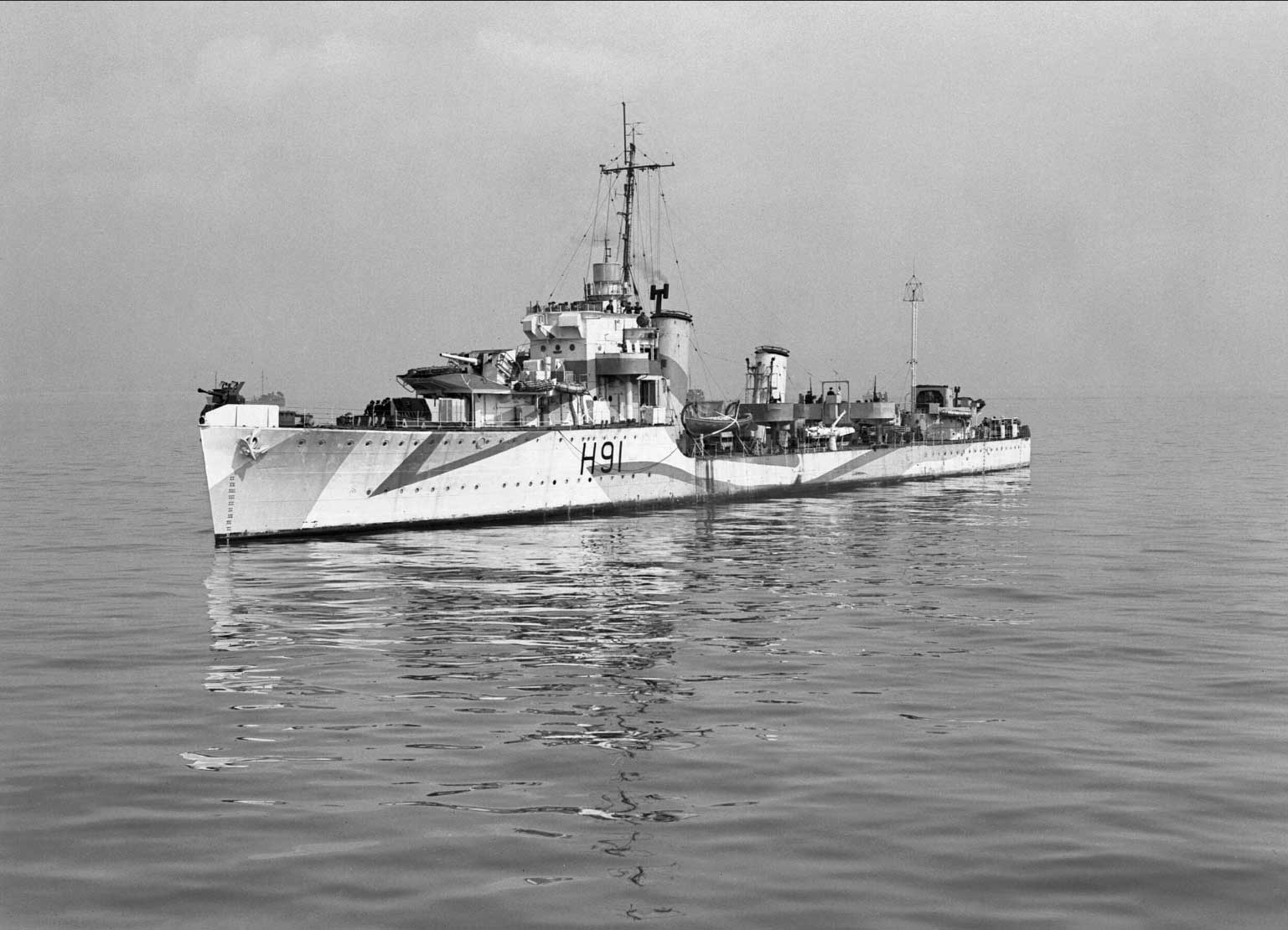
HMS Bulldog (H91)

Torpédoborce třídy B po dokončení nesly čtyři 120mm kanóny QF Mk.IX, umístěné v jednodělových věžích. Protiletadlovou výzbroj tvořily dva 40mm kanóny. Nesly též dva čtyřhlavňové 533mm torpédomety. Nesena byla torpéda typu Mk.V, později Mk.IX. K napadání ponorek sloužily dva vrhače a jedna skluzavka pro svrhávání hlubinných pum. Pohonný systém tvořily tři kotle a dvě parní turbíny o výkonu 34 000 hp, pohánějící dva lodní šrouby. Nejvyšší rychlost dosahovala 35,25 uzlu.

### Modifikace

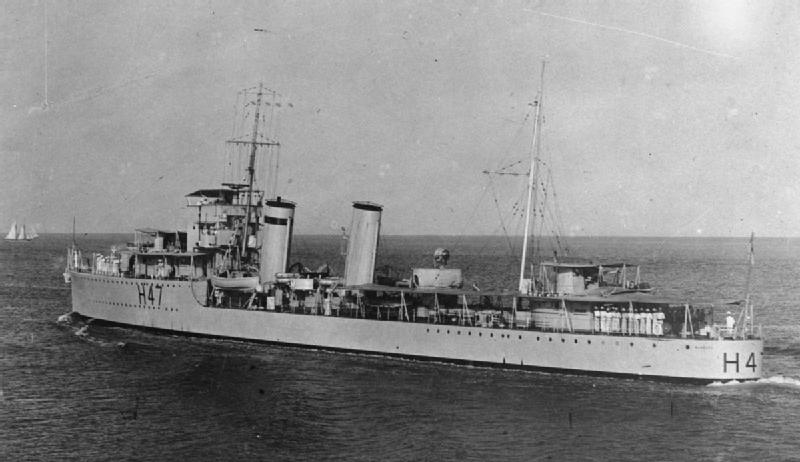
HMS Blanche (H47)

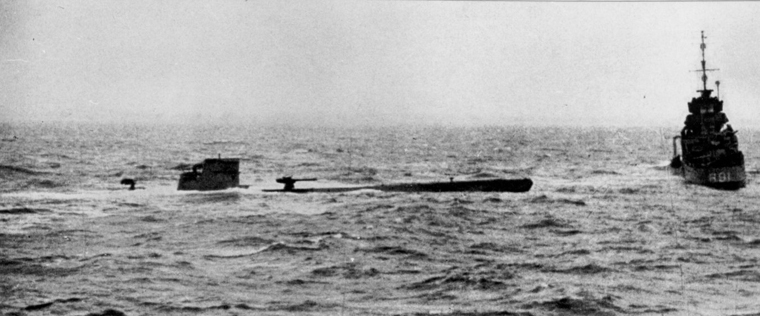
HMS Bulldog se zajatou německou ponorkou U-110

Roku 1940 byl na části plavidel jeden z torpédometů nahrazen protiletadlovým 76mm kanónem. Většina přeživších plavidel byla později upravena pro eskortu konvojů. Na úkor oslabující hlavní výzbroje posilovala výzbroj protiletadlová a protiponorková. Vybavení bylo rozšířeno o radar a sonar. Například torpédoborec Bulldog nesl roku 1946 dva 120mm kanóny, jeden 40mm kanón, šest 20mm kanónů, čtyhlavňový 533mm torpédomet, salvový vrhač hlubinných pum Hedgehog, dále čtyři vrhače a jeden spouštěč hlubinných pum, kterých bylo neseno 125 kusů. Vybaven byl radary typů 271 a 291 a sonarem typu 144.

## Operační služba
Za druhé světové války bylo ztraceno pět jednotek třídy B, včetně vůdčí lodě Keith.

## Zahraniční uživatelé
Řecko
- Jediným zahraničním uživatelem třídy bylo Řecko. Řeckému námořnictvu byl roku 1944 zapůjčen torpédoborec Boreas, který sloužil jako Salamis.